# Siem Tijm
Siem Tijm (Alkmaar, 14 mei 1941) is een Nederlands oud-voetballer.
Tijm speelde in zijn jeugd bij het Alkmaarse AFC '34, waar hij zich in 1959 als aanvaller in de kijker speelde bij Alkmaar '54, de voorloper van AZ '67. Hij maakte zijn debuut voor Alkmaar op de jaarlijkse wedstrijd tegen het militair voetbalelftal op 8 oktober 1959. De aanvaller scoorde meteen en kreeg daarna een basisplaats in de reguliere competitie. In 1963 werd hij door Ajax gekocht van Alkmaar. Zijn broer Henk was hem reeds voorgegaan en speelde als rechtsback bij de Amsterdammers.
Tijm stond twee seizoenen onder contract bij de Amsterdamse club. Het eerste seizoen, 1963/1964, raakte hij geblesseerd door een botsplinter in zijn enkel. Na een half jaar blessureleed maakte hij zijn rentree in augustus 1964. Het werd geen goed seizoen voor Ajax ondanks het debuut van de jonge Johan Cruijff wist de club ternauwernood degradatie te ontlopen en werd dertiende. Hierna keerden de gebroeders Tijm terug naar Alkmaar en misten zo de gouden tijd van Ajax die zou volgen. Hij speelde nog ongeveer vier jaar in Alkmaar.

## Carrièrestatistieken
| Seizoen         | Club            | Land            | Competitie       | Competitie | Competitie | Beker | Beker | Internationaal | Internationaal | Overig | Overig | Totaal | Totaal |
| Seizoen         | Club            | Land            | Competitie       | Wed.       | Dlp.       | Wed.  | Dlp.  | Wed.           | Dlp.           | Wed.   | Dlp.   | Wed.   | Dlp.   |
| --------------- | --------------- | --------------- | ---------------- | ---------- | ---------- | ----- | ----- | -------------- | -------------- | ------ | ------ | ------ | ------ |
| 1959/60         | Alkmaar '54     | Nederland       | Eerste divisie B | –          | 0          | –     | –     | 0              | 0              | 0      | 0      | –      | 0      |
| 1960/61         | Alkmaar '54     | Nederland       | Eredivisie       | –          | 8          | –     | 1     | 0              | 0              | 0      | 0      | –      | 9      |
| 1961/62         | Alkmaar '54     | Nederland       | Eerste divisie A | –          | 8          | –     | 1     | 0              | 0              | 0      | 0      | –      | 9      |
| 1962/63         | Alkmaar '54     | Nederland       | Tweede divisie   | –          | 9          | –     | 0     | 0              | 0              | 0      | 0      | –      | 9      |
| 1963/64         | Ajax            | Nederland       | Eredivisie       | 4          | 1          | 0     | 0     | 0              | 0              | 0      | 0      | 4      | 1      |
| 1964/65         | Ajax            | Nederland       | Eredivisie       | 19         | 7          | 0     | 0     | 0              | 0              | 0      | 0      | 19     | 7      |
| 1965/66         | Alkmaar '54     | Nederland       | Eerste divisie   | –          | 15         | –     | 1     | 0              | 0              | 0      | 0      | –      | 1      |
| 1966/67         | Alkmaar '54     | Nederland       | Eerste divisie   | –          | 6          | –     | 0     | 0              | 0              | 0      | 0      | –      | 0      |
| 1967/68         | AZ '67          | Nederland       | Eerste divisie   | –          | 13         | –     | 0     | 0              | 0              | 0      | 0      | –      | 13     |
| 1968/69         | AZ '67          | Nederland       | Eredivisie       | 30         | 8          | –     | 0     | 0              | 0              | 0      | 0      | –      | 8      |
| 1969/70         | AZ '67          | Nederland       | Eredivisie       | 0          | 0          | –     | 0     | 0              | 0              | 0      | 0      | –      | 0      |
| 1970/71         | AZ '67          | Nederland       | Eredivisie       | 15         | 2          | 1     | 0     | 0              | 0              | 0      | 0      | 16     | 2      |
| 1971/72         | AZ '67          | Nederland       | Eerste divisie   | –          | 3          | 0     | 0     | 0              | 0              | 0      | 0      | –      | 3      |
| Carrière totaal | Carrière totaal | Carrière totaal | Carrière totaal  | –          | 80         | –     | 3     | 0              | 0              | 0      | 0      | –      | 83     |

## Erelijst
Alkmaar '54
| Nationaal      |    |         |
| Eerste divisie | 1x | 1959/60 |